# Metaloenzymy
Metaloenzymy – enzymy należące do metaloprotein o specyficznych funkcjach katalitycznych. W ich katalitycznych centrach aktywnych znajdują się jony metalu, na przykład miedzi, cynku lub molibdenu, które koordynowane są przez ligandy lub grupy boczne aminokwasów. Najczęstszymi ligandami są: grupa tiolowa cysteiny, imidazolowa histydyny, grupy karboksylowe kwasów glutaminowego i asparaginowego oraz grupa fenolowa tyrozyny.
Miedź (Cu) występuje w kilkunastu poznanych metaloenzymach. Najlepiej zbadane to: dysmutaza ponadtlenkowa (niezbędna do dekompozycji wolnych rodników), oksydaza cytochromowa, hydroksylaza dopaminy (niezbędna do syntezy noradrenaliny), urykaza, oksydaza lizylowa (niezbędna do tworzenia wiązań poprzecznych w kolagenie i elastynie), dioksygenaza tryptofanowa, tyrozynaza (synteza melaniny), oksydaza tiolowa (utrzymanie struktury keratyny), lecytynaza, katalaza i inne oksydazy mono- i dwuaminowe. 
Molibden (Mo) jest składnikiem co najmniej trzech enzymów: aldehydooksydazy, ksantynooksydazy i oksydazy tiolowej.
Cynk (Zn) jest składnikiem kilkudziesięciu enzymów, w tym dehydrogenazy alkoholowej.